# Nyaszvizsi vár
A Nyaszvizsi vár, lengyelül: Zamek w Nieświeżu, a lengyel Radziwiłł mágnásdinasztia székhelye volt a 16. századtól 1939-ig. A kastély és a hozzá tartozó park 2005 óta a világörökség része A Radziwiłł család rezidenciája építészeti és kulturális komplexuma Nyaszvizsban néven. A komplexum az Usa-folyón duzzasztott tavak, a Gyikij- és az Ivanova-tó nyugati partján terül el, északról a hozzá tartozó angolparkkal, mely a város lakóinak kedvelt pihenőhelye. A jezsuita templom előtti kis térről az Ivanova-tavon átvezető hídon közelíthető meg. 2004 óta a komplexum teljes restaurációja folyik, mely várhatóan 2010-re fejeződik be.

## Története
A mai Nyaszvizs és környéke eredetileg a lengyel Kiszka mágnáscsalád birtoka volt. 1533-ban Mikołaj Radziwiłł szerezte meg és hamarosan itt rendezték be a család rezidenciáját. A Radziwiłłek a Lengyel-litván Nagyfejedelemség leggazdagabb és legbefolyásosabb családai közé tartoztak. A várkastélyt Mikołaj Krzysztof Radziwiłł kezdte el építtetni 1584-ben reneszánsz-korai barokk stílusban, az építkezés 20 évig tartott. A kastély erős sarokbástyái a védelmet szolgálták. 
1706-ban az nagy északi háború folyamán XII. Károly svéd király katonái elfoglalták a várat, és súlyos károkat okoztak. Ekkor szűnt meg a védelmi funkciója. A 18. század folyamán a Radziwiłłek német és itáliai építészeket segítségével barokk stílusban újjáépítették és átalakíttatták a várat, ekkor nyerte el mai alakját. 1772-ben a várost és a kastélyt Oroszországhoz csatolták. 
A Radziwiłł-család 1812-ben Napóleon császár oldalára állt a lengyel hatalom visszaállítása érdekében. A keleti hadjárat elbukása után ezért megfosztották őket birtokaiktól, melyeket 1865-ben szereztek vissza. 1881–1886 között Antoni Radziwiłł herceg idején restaurálták a kastély belsejét; valamint nagy kiterjedésű (90 hektár) angolparkot is létesítettek. 
1939 szeptemberében Nyaszvizs a Szovjetunió része lett, az arisztokrata családok minden birtokát államosították. A nyaszvizsi kastélyban szanatóriumot rendeztek be, ezt a célt szolgálta egészen 1994-ig, amikor a Belarusz Köztársaság Kulturális Minisztériumának kezelésébe került. 2002 karácsonyán a kastély felső szintjeit tűzvész pusztította. A helyreállítás nagyszabású építkezés keretében folyik, melynek során az idegenforgalom céljaira alakítják át a kastélyt, többek között egy szálloda  építését is tervbe vették. Bár a kastély belső része a felújítás alatt nem látogatható, a UNESCO által 2005-ben történt világörökségi listára vétellel várhatóan tovább nő a kastélyt és a várost felkereső turisták száma.